# Sociedad de las Marcas Orientales Alemanas
La Sociedad de las Marcas Orientales Alemanas (en alemán: Deutscher Ostmarkenverein, también conocida en alemán como Verein zur Förderung des Deutschtums in den Ostmarken) fue una organización xenófoba radical, extremadamente nacionalista alemana fundada en 1894. Principalmente, entre los polacos, a veces se la conocía como Hakata o HKT después de sus fundadores von Hansemann, Kennemann y von Tiedemann. Sus principales objetivos fueron la promoción de la germanización de los polacos que vivían en Prusia y la destrucción de la identidad nacional polaca en las provincias orientales alemanas. Al contrario de muchas organizaciones nacionalistas similares creadas en ese período, la Ostmarkenverein tenía vínculos relativamente estrechos con el gobierno y la administración local, lo que la hizo en gran medida exitosa, aunque se oponía a la política de buscar algún modus vivendi con los polacos seguidos por el canciller Theobald von Bethmann Hollweg y las políticas de Leo von Caprivi de relajación de las medidas antipolacas. Aunque de importancia limitada y con frecuencia sobrevalorada, la organización formó una parte notable de la parte pluralista antidemocrática alemana del panorama político de la era de Guillerminismo.
Formada inicialmente en Posen, en 1896 su sede principal se trasladó a Berlín. En 1901 tenía aproximadamente 21.000 miembros, el número aumentó a 48.000 en 1913, aunque algunos autores afirman que la membresía era tan alta como 220.000. Después de que Polonia fue restablecida después de la Primera Guerra Mundial en 1918, la sociedad continuó sus actividades en la República de Weimar hasta que fue cerrada por los nazis en 1934, quienes crearon la nueva organización con una actividad similar, Bund Deutscher Osten.

## Antecedentes

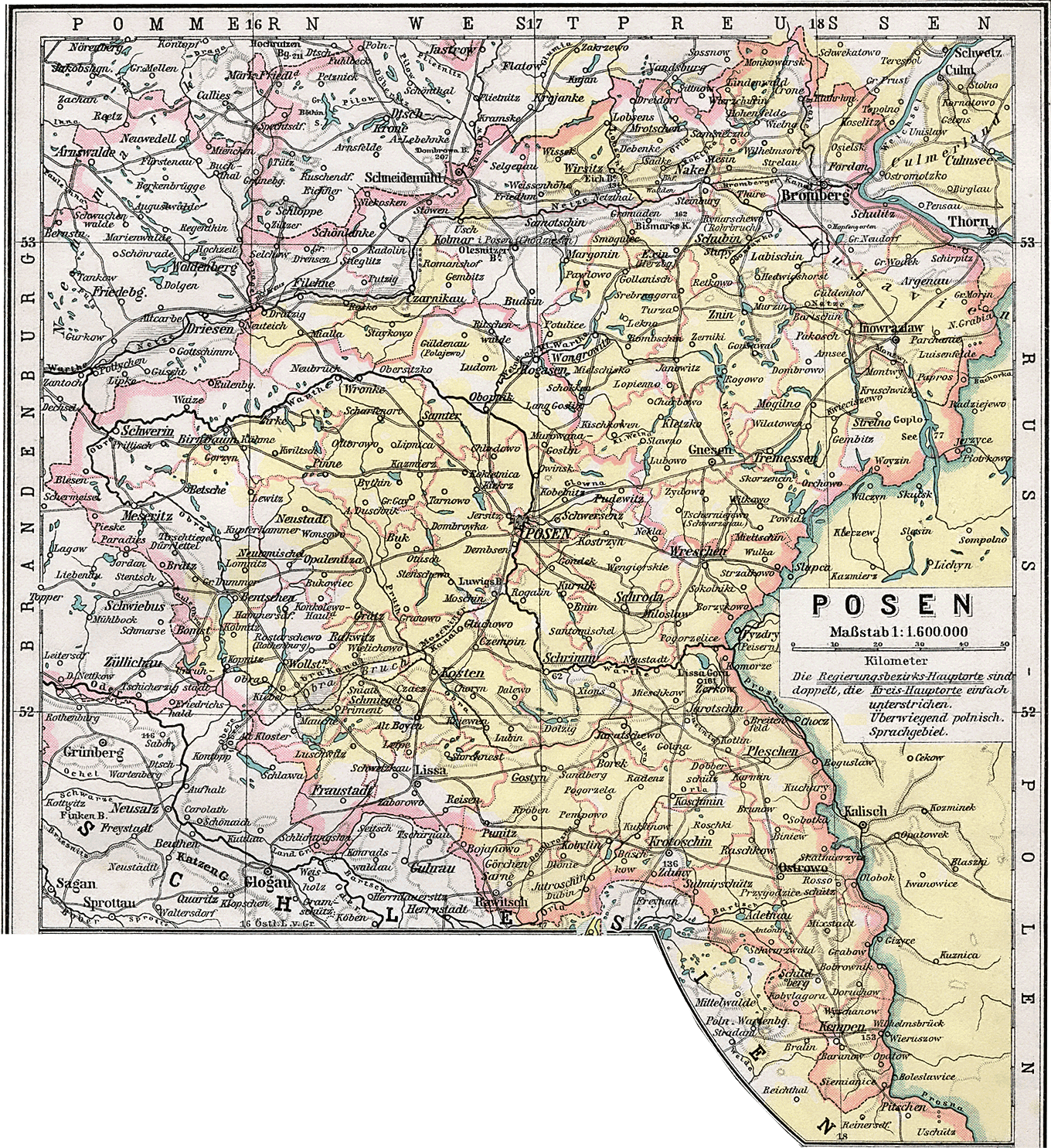
Mapa alemán de 1905 que muestra el alcance de la mayoría de habla polaca en la Gran Polonia.

Tras las Particiones de Polonia a finales del siglo XVIII, una gran parte de la antigua comunidad polaco-lituana (a saber, las regiones de la Gran Polonia y Real, la posterior Prusia Occidental) fue anexada por el Reino de Prusia, el predecesor del Imperio alemán, que se formó en 1871. Principalmente habitada por polacos, la Gran Polonia inicialmente se formó en un Gran Ducado semiautónomo de Posen, otorgado con un cierto nivel de autogobierno. Sin embargo, bajo el gobierno de Otto von Bismarck, las tensiones étnicas y culturales en la región comenzaron a aumentar. Esto fue emparejado por las crecientes tendencias del nacionalismo, el imperialismo y el chovinismo dentro de la sociedad alemana. Las tendencias iban en dos direcciones diferentes, pero estaban vinculadas entre sí. Por un lado, se exigía un nuevo orden mundial con deseos de crear un imperio colonial alemán. Y por otro lado, los sentimientos de hostilidad hacia otros grupos nacionales dentro del estado alemán estaban creciendo.
La situación se agravó aún más por las políticas de Kulturkampf de Bismarck que en la provincia de Posen adquirieron un carácter mucho más nacionalista que en otras partes de Alemania e incluían una serie de leyes específicamente antipolacas que dieron lugar a que las comunidades polaca y alemana vivieran en un apartheid virtual. Muchos observadores creyeron que estas políticas solo avivaron el movimiento de independencia polaco. También hay una pregunta con respecto a la posible antipatía personal hacia los polacos detrás de la motivación de Bismarck para perseguir el Kulturkampf. A diferencia de otras partes del Imperio alemán, en la Gran Polonia, entonces conocida bajo el nombre alemán de Provinz Posen, el Kulturkampf no cesó después del final de la década. Aunque Bismarck finalmente firmó una alianza informal con la Iglesia Católica contra los socialistas, las políticas de germanización continuaron en partes del país habitadas por los polacos. Sin embargo, con el final del gobierno de von Bismarck y el advenimiento de Leo von Caprivi, la presión para la germanización se redujo y muchos terratenientes alemanes temieron que esto condujera a disminuir el control alemán sobre las áreas polacas y al final privar a Alemania de lo que veían como una reserva natural de mano de obra y suelo. Aunque el alcance real de las concesiones de von Caprivi hacia los polacos era muy limitado, la minoría alemana de la Gran Polonia temía que esto fuera demasiado lejos y que el gobierno de von Caprivi cediera el poder en la Gran Polonia al clero y la nobleza polacos. El eslogan de Hakata era: "Estás frente al enemigo más peligroso y fanático de la existencia alemana, el honor alemán y la reputación alemana en el mundo: los polacos".

## Sociedad
En tales circunstancias, se formaron varias organizaciones nacionalistas y grupos de presión, todos conocidos colectivamente como nationale Verbände. Entre ellos se encontraban la Liga Pangemana, la Liga de la Flota Alemana, la Sociedad Colonial Alemana, la Organización Antisemita Alemana y la Liga de Defensa. Muchos terratenientes temían que sus intereses no fueran representados adecuadamente por esas organizaciones y decidieron formar su propia sociedad. Se lanzó oficialmente el 3 de noviembre de 1894 en Poznań, y luego se menciona bajo el nombre alemán de Posen. La reunión de apertura eligió una asamblea y un comité general compuesto por 227 miembros, entre ellos 104 de la Provincia de Posen y la Provincia de Prusia Occidental, y 113 adicionales de otras partes del Imperio Alemán. La base social de la sociedad recién fundada era amplia e incluía un amplio espectro de personas. Alrededor del 60% de los representantes de las zonas de Alemania habitadas principalmente por polacos eran los Junkers, la aristocracia terrateniente, en su mayoría con raíces feudales antiguas. El resto eran todos grupos de alemanes de clase media, es decir, funcionarios públicos (30%), maestros (25%), comerciantes, artesanos, sacerdotes protestantes y secretarios.
Los objetivos oficiales de la sociedad eran "el fortalecimiento y la concentración del Germandom en las Marcas del Este a través del resurgimiento y la consolidación del sentimiento nacional alemán y el fortalecimiento económico del pueblo alemán" en el área. Esto fue visto como justificado debido a la supuesta pasividad de los alemanes en los territorios del este. Oficialmente era trabajar para los alemanes en lugar de contra los polacos. Sin embargo, en realidad los objetivos de la sociedad eran antipolacos y tenían como objetivo expulsar a los terratenientes y campesinos polacos de sus tierras a toda costa. Se argumentó que los polacos eran una amenaza insidiosa para la integridad nacional y cultural alemana y la dominación en el este. La razón propagandística detrás de la formación del H-K-T se presentó como una lucha nacional polaco-alemana para asimilar a un grupo en el otro. Se argumentó que o los polacos serían germanizados con éxito, o que los alemanes que vivieran en el este se enfrentarían a la polonización. Este conflicto se retrató a menudo como una lucha biológica constante entre la "barbarie oriental" y la "cultura europea". Para contrarrestar la supuesta amenaza, la Sociedad promovió la destrucción de la identidad nacional polaca en las tierras polacas de Alemania y la prevención de la polonización de las Marcas del Este, que es el sentimiento nacional cada vez mayor entre los polacos locales emparejados con la migración de polacos de las zonas rurales a las ciudades de la región.
De acuerdo con los puntos de vista del propio canciller von Bismarck, la Sociedad vio la cuestión del lenguaje como un factor clave para determinar la lealtad de uno hacia el estado. Debido a este punto de vista, insistió en extender la prohibición del uso del idioma polaco en las escuelas, a otros casos de la vida cotidiana, incluidas reuniones públicas, libros y periódicos. Durante una reunión de 1902 en Danzig (Gdańsk moderno), la Sociedad exigió al gobierno que se prohibiera el idioma polaco incluso en las clases voluntarias en escuelas y universidades, que se prohibiera el uso público del idioma y que los periódicos en idioma polaco se liquidaran o fueran obligados a ser impresos en versiones bilingües.
Con un éxito y apoyo local limitado, el Ostmarkenverein funcionó principalmente como un grupo de presión y propaganda a nivel nacional. Su órgano de prensa, Die Ostmark (Marca del Este) fue una de las principales fuentes de información sobre la Cuestión Polaca para el público alemán y dio forma a las opiniones conservadoras del conflicto étnico en los territorios del este de Alemania. La Sociedad también abrió varias bibliotecas en las áreas dominadas por los polacos, donde apoyó la producción literaria de libros y novelas que promueven una postura agresiva contra los polacos. El popular Ostmarkenromane (novelas de Ostmark) describió a los polacos como no blancos y luchó por retratar una dicotomía de dos razas entre los polacos "negros" y los alemanes "blancos".
Sin embargo, no se limitó a la mera lucha cultural por la dominación, sino que también promovió la remoción física de los polacos de sus tierras para hacer espacio para la colonización alemana. La presión del H-K-T hizo que el gobierno de von Caprivi adoptara una postura más firme contra los polacos. La prohibición de las escuelas polacas se reintrodujo y toda la enseñanza debía realizarse en el idioma alemán. La policía alemana también utilizó la prohibición para acosar al movimiento sindical polaco, ya que interpretaban todas las reuniones públicas como empresas educativas.
Un tema importante fue la colonización del territorio polaco: la organización apoyó activamente la política nacionalista de germanización mediante la eliminación de la población polaca y la promoción del asentamiento de alemanes étnicos en las regiones orientales del Imperio alemán. Fue uno de los principales partidarios de la creación de la Comisión de Asentamiento, una autoridad oficial con un fondo para comprar la tierra a los polacos y redistribuirla entre los colonos alemanes. Desde 1905, la organización también propuso y presionó por una ley que permitiría el desalojo forzoso de los propietarios polacos de tierras, y tendría éxito en 1908 cuando la ley fue finalmente aprobada. Sin embargo, se mantuvo en el papel en los años siguientes, a los que el H-K-T respondió con una campaña de propaganda a gran escala en la prensa. La campaña demostró ser exitosa y el 12 de octubre de 1912 el gobierno prusiano emitió una decisión que permitía el desalojo de los propietarios polacos en la Gran Polonia.

## Base social
Aunque el H-K-T está asociado hasta ahora con los Junkers, fue uno de los grupos que más se opuso a los objetivos de la Sociedad. Inicialmente tratado con reserva por la mayoría de la aristocracia prusiana conservadora, con el tiempo se convirtió en una oposición activa por parte de muchos de ellos. La Sociedad se opuso a cualquier inmigración de polacos de la Polonia rusa al área, mientras que los Junkers obtuvieron grandes ganancias de los trabajadores de temporada que migran allí, principalmente de otras partes de Polonia. Además, los colonos alemanes traídos a tierras anteriormente polacas por la Comisión de Asentamiento o el gobierno alemán se beneficiaron en gran medida de la cooperación con sus vecinos polacos y en su mayoría ignoraron a los Hakatisten o incluso se opusieron activamente a sus ideas. Esto convirtió a la Ostmarkenverein en una organización formada principalmente por la burguesía y los colonos alemanes, es decir, miembros de la clase media de la administración local, y no los junkers prusianos. Otro grupo notable de partidarios incluyó a los artesanos y hombres de negocios locales, cuyos intereses estaban en peligro por el trabajo orgánico, que es la respuesta polaca a la competencia económica promovida por la Comisión de Asentamiento y otras organizaciones similares. En una sonda de muestra de los miembros de H-K-T, las clases sociales representadas fueron las siguientes:
- El 26,6% de los funcionarios y miembros de la administración alemana.
- 17,6% de los artesanos.
- 15,7% de los empresarios.
- 14,0% de maestros
- 10,7% de los terratenientes.
- 4,2% de los clérigos
- 2,7% de oficiales del ejército
- 0,7% de rentistas.
- 6,5% de otras profesiones.
- 1,3% de personas sin designación.

## Efectos y consecuencias

### En Polonia
Para 1913, la Sociedad tenía aproximadamente 48.000 miembros. A pesar de su feroz retórica, el apoyo de la administración local y cierta popularidad de sus objetivos, la Sociedad demostró ser en gran parte infructuosa como lo fueron los proyectos que promovió. Al igual que otras organizaciones similares, el H-K-T no solo logró incitar cierta conciencia pública a la Cuestión polaca dentro del público alemán y radicalizar las políticas alemanas en el área, sino que también provocó una reacción polaca. Como efecto de la presión externa, los polacos que vivían en el Imperio alemán comenzaron a organizarse para evitar los planes de germanización. Además, el principal centro de oposición en el lado polaco se convirtió en la clase media en lugar de en la aristocracia, lo que fortaleció la resistencia polaca e intensificó el sentimiento nacional dentro de la sociedad polaca. Además, la presión de los nacionalistas alemanes dio como resultado el fortalecimiento de los demócratas nacionales polacos, en particular el Partido Nacional Demócrata de Roman Dmowski, y Wojciech Korfanty.
Por ejemplo, la Comisión de Asentamiento a lo largo de los 27 años de su existencia logró plantar alrededor de 25.000 familias alemanas en 1.240 km² de tierra en la Gran Polonia y Pomerania. Sin embargo, al mismo tiempo, la reacción de las sociedades polacas dio lugar a que aproximadamente 35.000 nuevos agricultores polacos se asentaran en el área de aproximadamente 1.500 km² de tierra. De manera similar, los intentos de prohibir la enseñanza de la religión en el idioma polaco se encontraron con una resistencia nacional y varias huelgas escolares que provocaron una campaña en los medios de comunicación extranjeros.

### En Alemania
En general, aunque la Sociedad HKT no fue la más influyente y su influencia exacta en los gobiernos alemanes es discutible, estuvo entre las más escuchadas y para los polacos se convirtió en uno de los símbolos de la opresión, el chovinismo y la discriminación nacional, envenenando así las relaciones polaco-alemanas tanto en la zona fronteriza como en toda Alemania. En vísperas de la Primera Guerra Mundial, los nacionalismos de ambos bandos eran altos y los políticos liberales que buscaban algún compromiso con el Imperio alemán eran vistos como traidores, mientras que los políticos alemanes que intentaban atenuar la retórica agresiva de ambos bandos eran atacados por la Hakatisten. Esta situación resultó vital para el fracaso de los planes alemanes de creación de Mitteleuropa durante la Gran Guerra, ya que la escena política polaca fue asumida principalmente por políticos hostiles a Alemania.

### Organización de posguerra
Las obras de la Ostmarkenverein prácticamente cesaron durante la guerra. Al final, algunos de sus miembros se unieron a la Deutsche Vereinigung (Asociación Alemana), una sociedad que tenía como objetivo evitar que la recién restaurada Polonia adquiera las tierras que antes se encontraban en Prusia. Muchos más de sus miembros temieron posibles represalias polacas después de la toma de la Gran Polonia, Pomerania y Silesia, y fueron de los primeros en empacar sus pertenencias y dirigirse hacia el oeste después del armisticio, mientras que otros se quedaron en las tierras que Polonia tomó, protegido por el Tratado Menores. A pesar de que la Ostmarkenverein había perdido su razón principal, ya que Alemania no tenía influencia sobre las tierras de la República de Polonia, continuó existiendo en forma de grupa. Dirigida desde Berlín, trató de forzar al gobierno de la República de Weimar a utilizar la amenaza de represalias contra la minoría polaca restante en Alemania para ganar más concesiones para la minoría alemana en Polonia. Sin embargo, el gobierno de la posguerra de Gustav Stresemann rechazó la mayoría de los pedidos, ya que había muchos más alemanes en Polonia que polacos en Alemania, y una táctica de teta por pelota más dañaría a la parte alemana. La Sociedad continuó existiendo en Berlín, limitando sus actividades principalmente a una campaña de prensa y retórica, pero su significado estaba seriamente limitado. Finalmente, después de la llegada del gobierno de Adolf Hitler en Alemania, fue disuelta por los nazis. Algunos de sus antiguos miembros, que ahora vivían en Polonia, continuaron siendo miembros de otras sociedades y organizaciones alemanas, y formaron el núcleo de la Quinta columna alemana durante la Invasión alemana de Polonia de 1939.